# Barbara Wurm

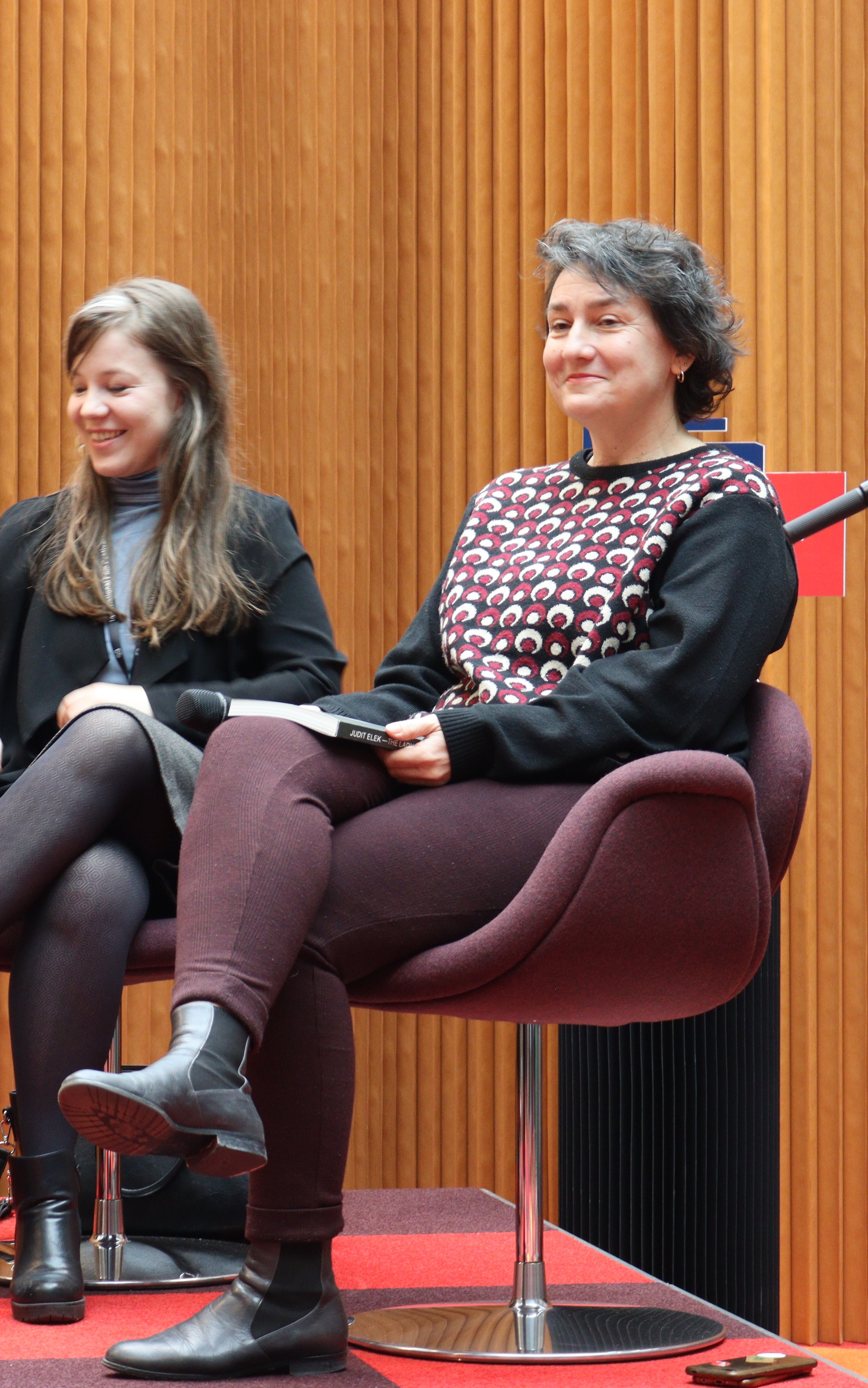
Barbara Wurm (2023)

Barbara Wurm (* 1973 in Wien) ist eine österreichische Autorin, Kuratorin und Kulturwissenschaftlerin. Als Filmexpertin mit dem Schwerpunkt Osteuropa hat sie Literatur zu Dsiga Wertow herausgegeben. Sie schreibt Filmkritiken für Zeitungen und Fachpublikationen und ist in Auswahlkomitees von Filmfestivals wie z. B. der Berlinale tätig. Die Berlinale-Leitung gab im März 2023 bekannt, dass sie ab August des Jahres die Leitung der Sektion Forum übernehmen werde.

## Leben und Werk
Wurm studierte Slawistik, Komparatistik und der Germanistik in Wien, Innsbruck, Moskau und München. Sie machte 2003 an der Universität Wien ihren Magister und absolvierte anschließend Praktika in Warschau und Leipzig sowie Forschungsaufenthalte in Moskau, Krasnogorsk und St. Petersburg. Vor ihrer Dissertation zum sowjetischen Kulturfilm an der Humboldt-Universität 2017 war sie u. a. als Fellow in Wien und Berlin und als Wissenschaftliche Assistentin für Filmwissenschaft an der Universität Basel tätig. Seit 2011 ist sie wissenschaftliche Mitarbeiterin im Fachbereich für Ostslawische Literaturen und Kulturen an der Humboldt-Universität.
Neben ihrer wissenschaftlichen Arbeit ist Wurm als Kuratorin für Filmfestivals aktiv und wirkte in der Programmgestaltung z. B. der Berlinale, des Wiesbadener GoEast-Festivals, des Dok Leipzig, des Filmfestival Cottbus und der Internationalen Kurzfilmtage Oberhausen mit. Für das Zeughauskino kuratierte sie 2017 eine Filmreihe zur Filmgeschichte der Oktoberrevolution.
Als Herausgeberin war Wurm für einige Veröffentlichungen zum Werk des sowjetischen Filmemachers Dsiga Wertow und über den russischen bzw. den sowjetischen Film verantwortlich. Sie schreibt Filmkritiken, u. a. für Die Tageszeitung, Epd Film und Cargo und beteiligt sich an Publikumsveranstaltungen des Österreichischen Filmmuseums. Wurm veröffentlicht wissenschaftliche Aufsätze und ist Mitherausgeberin der Reihe Magma, in der bei Spector Books Raritäten und Neuübersetzungen der sowjetischen Avantgarde erscheinen. 2023 übernahm sie die Leitung der Sektion Forum für die Berlinale. Sie folgte Cristina Nord auf diese Position.

## Veröffentlichungen (Auswahl)

### Monografien
- mit Edith Lampl und Nieves Čavić-Podgornik: Russisch für Anfänger. Lehrbuch. Berger, Horn 1997, ISBN 978-3-85028-293-2.
- Neuer Mensch, Neues Sehen: Der sowjetische Kulturfilm. Spector Books, Leipzig 2021, ISBN 978-3-95905-415-7 (Dissertation)

### Herausgeberschaft
- mit Österreichisches Filmmuseum und Thomas Tode: Dziga Vertov. Die Vertov-Sammlung im Österreichischen Filmmuseum. Filmmuseum Synema Publikationen, Wien 2006, ISBN 978-3-90164-419-1.
- mit Giovanni Spagnoletti, Giulia Marcucci, Olaf Möller und Alena Shumakova (Hrsg.): Cinema russo contemporaneo. Marsilio, Venedig 2010, ISBN 978-8-83170-620-9.
- mit Peter Klimczak und Christian Ostwald (Hrsg.): Klassiker des russischen und sowjetischen Films. Band 1. Schüren, Marburg 2020, ISBN 978-3-89472-973-8.
- mit Matthias Schwartz (Hrsg.): Klassiker des russischen und sowjetischen Films. Band 2. Schüren, Marburg 2020, ISBN 978-3-89472-974-5.

### Beiträge
- Beschleunigte Blicke, erschütterte Verortung. (Fort-)Bewegungs-Filme und die Experimentalisierung des Sehens im frühsowjetischen Kino. In: Wolfgang Kissel (Hrsg.), Christine Gölz (Mitarbeit): Flüchtige Blicke. Relektüren russischer Reisetexte des 20. Jahrhunderts., Aisthesis Verlag, Bielefeld 2009, S. 397–444.
- Vertov digital. Numerisch-graphische Verfahren der formalen Filmanalyse. In: Klemens Gruber und Barbara Wurm (unter Mitarbeit von Vera Kropf) (Hrsg.): Digital Formalism. Die kalkulierten Bilder des Dziga Vertov. Maske & Kothurn Nr. 3/2009. Böhlau, Wien 2009, S. 15–43.
- Breadday / Chlebnyi den’ (Sergei Dvortesvoi). In: Birgit Beumers (Hrsg.): Directory of World Cinema. Russia. Intellect Books, Bristol/Chicago 2011, S. 310–312, ISBN 978-1-78320-010-8.
- Hommage: Marlen Chuciev – Für immer jung. Katalog des GoEast-Festivals 2015, S. 106–114.
- Factory. In: Matthew Witkovsky und Devin Fore (Hrsg.): Revoliutsiia! Demonstratsiia! Soviet Art Put to the Test. Yale University Press, Chicago 2017, S. 218–248, ISBN 978-0300225716.